# Calciumhydrid
Calciumhydrid ist das Metallhydrid des Calciums.

## Geschichte
Erstmals wurde die Bildung der Verbindung von Clemens Winkler beim Glühen von Calciumoxid und Magnesiumpulver in einer Wasserstoffatmosphäre beobachtet. Die Synthese aus den Elementen gelang 1895 dem ungarischen Chemiker Bela von Lengyel.

## Darstellung
Calciumhydrid wird durch das Überleiten von Wasserstoff über Calcium bei 400 °C hergestellt:
{\displaystyle \mathrm {Ca+H_{2}\longrightarrow CaH_{2}} }

## Eigenschaften
Calciumhydrid tritt in zwei polymorphen Kristallformen auf. Die Tieftemperaturform A mit einer orthorhombischen Kristallstruktur wandelt sich bei 780 °C in die Hochtemperaturform B um. Diese schmilzt dann bei 1000 °C.

## Verwendung
Da es sich bei Kontakt mit Wasser unter heftiger Wasserstoffentwicklung zersetzt, dient Calciumhydrid als Speichersubstanz, um ortsunabhängig Wasserstoff produzieren zu können:
{\displaystyle \mathrm {CaH_{2}+2\ H_{2}O\longrightarrow Ca(OH)_{2}+2\ H_{2}+228\ kJ} }
Je Kilogramm Calciumhydrid entsteht rund 1 m3 Wasserstoff.
Daneben wird Calciumhydrid im so genannten Hydrimet-Verfahren eingesetzt, um Metalloxide (beispielsweise Vanadiumpentoxid, Zirkoniumdioxid, Titandioxid oder Natriumperoxid) zu elementarem Metall zu reduzieren. Mit Verarbeitungstemperaturen zwischen 600 und 1.000 °C geschieht dies bei relativ schonenden Bedingungen. Die sich bei der Reaktion bildende Wasserstoffatmosphäre schützt darüber hinaus das entstehende Metall:
{\displaystyle \mathrm {n\ CaH_{2}+MO_{n}\longrightarrow n\ CaO+n\ H_{2}+M} }
Wegen seiner wasserziehenden Eigenschaft findet Calciumhydrid auch als Trocknungsmittel Anwendung.
Es wird auch dazu genutzt, die Restfeuchte in Kunststoffen zu messen.